# Liste des monuments de Nador
Ceci est une liste des monuments classés par le ministère de culture marocain aux alentours de Nador.
| Identifiant monument         | Site      | Monument                                       | Adresse | Date de classement | Décret | Coordonnées                        | Illustration                    |                       |
| ---------------------------- | --------- | ---------------------------------------------- | ------- | ------------------ | ------ | ---------------------------------- | ------------------------------- | --------------------- |
| pc_architecture/sanae:350005 | Nador     | phare du cap des Trois Fourches                |         |                    |        | 35° 26′ 16″ nord, 2° 57′ 46″ ouest | phare du cap des Trois Fourches | Télécharger une image |
| pc_architecture/sanae:350004 | Ras El Ma | phare du cap de l'Eau                          |         |                    |        | 35° 08′ 49″ nord, 2° 25′ 32″ ouest | phare du cap de l'Eau           | Télécharger une image |
| pc_architecture/sanae:100026 | Nador     | église paroissiale Saint-Jacques-le-Majeur (d) |         |                    |        | 35° 10′ 51″ nord, 2° 55′ 38″ ouest | Image manquante Téléverser      | Télécharger une image |